# Superliga de Moldavia 2024-25
La Superliga de Moldavia 2024-25 fue la 34.ª edición de la Superliga de Moldavia. La temporada comenzó el 3 de agosto de 2024 y terminó el 18 de mayo de 2025.

## Sistema de competición
Los ocho equipos participantes jugarán entre sí todos contra todos dos veces totalizando 14 partidos cada uno, al término de la jornada 14, los primeros seis clasificados avanzarán a la Fase II o Grupo de Campeonato, mientras que los últimos dos lugares de la clasificación se integrarán en la Fase II de la Liga 1 para determinar su permanencia en la Superliga para la siguiente temporada. 
En el Grupo de Campeonato el primer clasificado se coronará campeón y se clasificará a la primera ronda de la Liga de Campeones 2025-26, mientras que el segundo clasificado obtendrá un cupo para la segunda ronda de la Liga Conferencia de la UEFA 2025-26 y el tercer clasificado lo hará para la primera ronda del mismo campeonato. Un cupo para la primera ronda de la Liga Europa de la UEFA 2025-26 será asignado al campeón de la Copa de Moldavia.
En la Fase II de la Liga 1, los dos últimos clasificados de la fase regular de la Superliga serán colocados junto con los dos mejores equipos de los dos grupos de la segunda categoría, sumando seis equipos. El ganador del grupo tendrá una plaza en la siguiente edición de la Superliga de Moldavia, mientras que una segunda plaza de ascenso se determinará mediante play-offs.

## Equipos participantes

### Información
| Equipo            | Ciudad   | Estadio                  | Capacidad |
| ----------------- | -------- | ------------------------ | --------- |
| Bălți             | Bălți    | Stadionul Orășenesc      | 5200      |
| Dacia Buiucani    | Chisináu | Estadio Zimbru-2         | 2000      |
| Florești          | Bender   | Estadio Dinamo           | 4981      |
| Milsami Orhei     | Orhei    | Complejo Deportivo Orhei | 3000      |
| Petrocub Hîncești | Hîncești | Estadio Municipal        | 1100      |
| Sheriff Tiraspol  | Tiráspol | Estadio Sheriff          | 12 798    |
| Spartanii Sportul | Selemet  | Estadio Suruceni         | 350       |
| Zimbru Chișinău   | Chisináu | Estadio Zimbru           | 10 104    |

## Fase regular

### Clasificación
| Pos. | Equipo            | Pts. | PJ | G  | E | P  | GF | GC | Dif. | Clasificación 2024-25            |
| ---- | ----------------- | ---- | -- | -- | - | -- | -- | -- | ---- | -------------------------------- |
| 1    | Sheriff Tiraspol  | 36   | 14 | 11 | 3 | 0  | 33 | 6  | +27  | Grupo Campeonato                 |
| 2    | Zimbru Chișinău   | 25   | 14 | 8  | 1 | 5  | 32 | 16 | +16  | Grupo Campeonato                 |
| 3    | Petrocub Hîncești | 23   | 14 | 6  | 5 | 3  | 20 | 9  | +11  | Grupo Campeonato                 |
| 4    | Bălți             | 23   | 14 | 6  | 5 | 3  | 18 | 9  | +9   | Grupo Campeonato                 |
| 5    | Milsami Orhei     | 21   | 14 | 6  | 3 | 5  | 30 | 18 | +12  | Grupo Campeonato                 |
| 6    | Spartanii Sportul | 14   | 14 | 3  | 5 | 6  | 12 | 17 | −5   | Grupo Campeonato                 |
| 7    | Dacia Buiucani    | 11   | 14 | 2  | 5 | 7  | 8  | 19 | −11  | Fase II de la Liga 1 de Moldavia |
| 8    | Florești          | 1    | 14 | 0  | 1 | 13 | 0  | 59 | −59  | Fase II de la Liga 1 de Moldavia |

Actualizado a los partidos jugados el 22 de noviembre de 2024.
 Fuente: FMF

### Resultados
| Local \ Visitante | BAL | DAC | FLO | MIL | PET | SHE | SPA | ZIM |
| ----------------- | --- | --- | --- | --- | --- | --- | --- | --- |
| Bălți             | —   | 0–0 | 5–0 | 0–0 | 2–1 | 0–0 | 1–0 | 2–0 |
| Dacia Buiucani    | 1–1 | —   | 2–0 | 1–1 | 0–0 | 1–3 | 0–1 | 0–1 |
| Florești          | 0–4 | 0–3 | —   | 0–5 | 0–5 | 0–4 | 0–0 | 0–8 |
| Milsami Orhei     | 0–2 | 7–0 | 6–0 | —   | 0–2 | 0–4 | 3–0 | 3–1 |
| Petrocub Hîncești | 1–0 | 2–0 | 3–0 | 2–1 | —   | 1–1 | 2–2 | 0–0 |
| Sheriff Tiraspol  | 1–0 | 2–0 | 8–0 | 1–1 | 1–0 | —   | 1–0 | 4–2 |
| Spartanii Sportul | 1–1 | 0–0 | 2–0 | 1–2 | 1–1 | 0–1 | —   | 1–3 |
| Zimbru Chișinău   | 4–0 | 1–0 | 4–0 | 4–1 | 1–0 | 1–2 | 2–3 | —   |

## Grupo Campeonato
| Pos. | Equipo            | Pts. | PJ | G | E | P | GF | GC | Dif. | Clasificación 2025-26                 |
| ---- | ----------------- | ---- | -- | - | - | - | -- | -- | ---- | ------------------------------------- |
| 1    | Milsami Orhei (C) | 21   | 10 | 6 | 3 | 1 | 25 | 8  | +17  | Primera ronda de la Liga de Campeones |
| 2    | Sheriff Tiraspol  | 20   | 10 | 5 | 5 | 0 | 17 | 6  | +11  | Primera ronda de la Liga Europa       |
| 3    | Zimbru Chișinău   | 20   | 10 | 6 | 2 | 2 | 22 | 9  | +13  | Segunda ronda de la Liga Conferencia  |
| 4    | Petrocub Hîncești | 14   | 10 | 4 | 2 | 4 | 20 | 16 | +4   | Primera ronda de la Liga Conferencia  |
| 5    | Bălți             | 5    | 10 | 1 | 2 | 7 | 9  | 24 | −15  |                                       |
| 6    | Spartanii Sportul | 2    | 10 | 0 | 2 | 8 | 9  | 38 | −29  |                                       |

Actualizado a los partidos jugados el 18 de mayo de 2025.
 Fuente: FMF

## Máximos goleadores
- Actualizado el 18 de mayo de 2025[1]

| Pos. | Jugador               | Club              | Goles |
| ---- | --------------------- | ----------------- | ----- |
| 1    | Caio Ferreira Martins | CSF Bălți         | 12    |
| 2    | Isaac Oppong          | Spartanii Sportul | 9     |
| 2    | Radu Ginsari          | Zimbru Chișinău   | 9     |
| 4    | Justice Ohanjuwa      | Zimbru Chișinău   | 8     |
| 4    | Vlad Răileanu         | Zimbru Chișinău   | 8     |